# Villa di Poggioreale

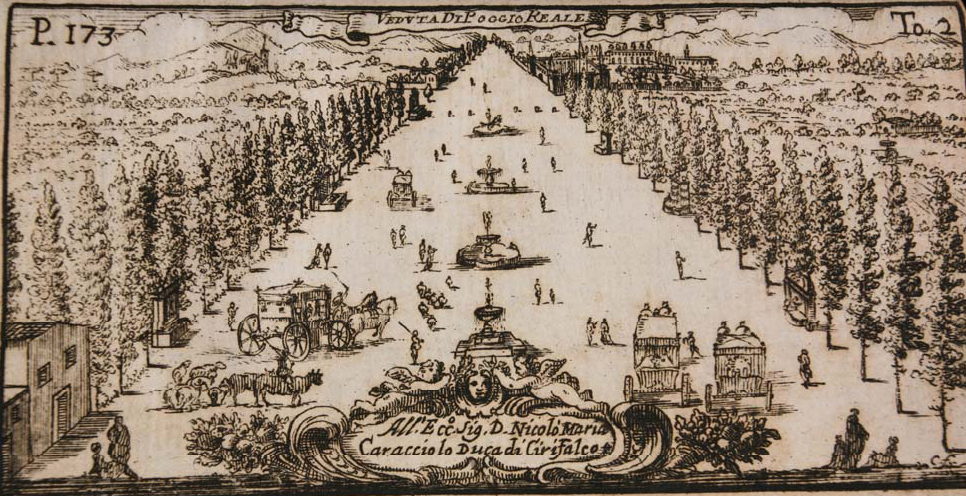
Ansicht der Straße, die zur Villa di Poggioreale führte

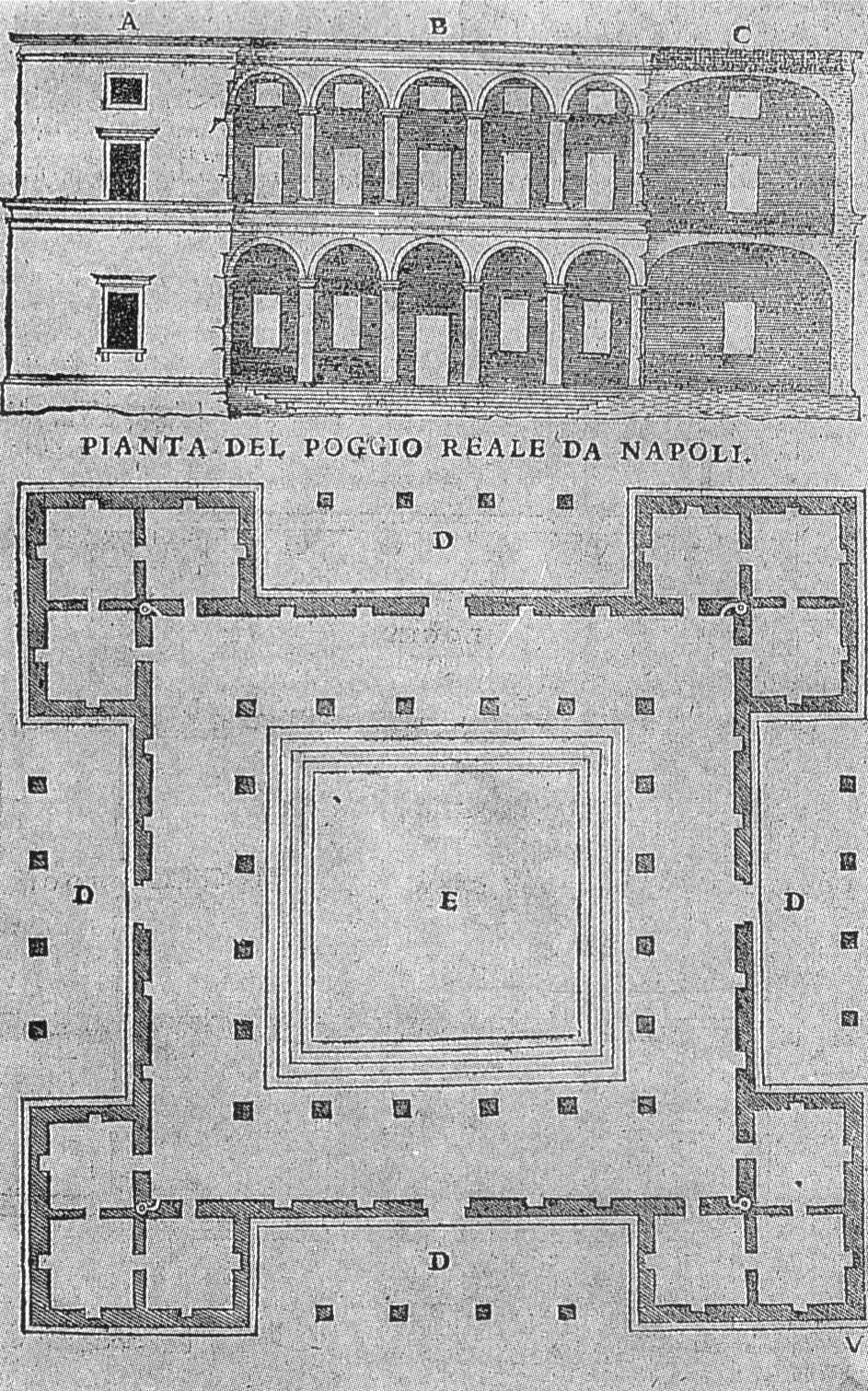
Sebastiano Serlio: Pianta e spaccato della villa di Poggioreale in Trattato di architettura. Libro III. Venedig 1540. Die Abbildung entspricht, obwohl sie sehr detailliert ist, nicht der tatsächlichen Ausbildung des Gebäudes, sowohl wegen der fehlenden Darstellung der Kreuzstockfenster als auch wegen der Darstellung der Fenster im zweiten Geschoss mit zwei anstatt einer Scheibe.

Die Villa di Poggioreale war ein Landhaus aus dem 15. Jahrhundert im Viertel Poggioreale von Neapel in der italienischen Region Kampanien. Sie lag an der Via Santa Maria del Pianto, außerhalb der Mauern der Stadt und war eines der bedeutendsten Beispiele für die Architektur der Renaissance. Das Anwesen umfasste das Gebiet zwischen der Via Santa Maria del Pianto, der Via del Campo und der Via Nuova Poggioreale. 1812 wurde sie abgerissen.

## Geschichte
In der Gegend, in der die Villa stand, gab es das Acquedotto della Bolla (oder Volla) mit einem Wasserreservoir namens Dogliuolo (von lat.: Doliolum oder Dolium; dt.: Becken), das das Wasser des Sarno durch unterirdische Leitungen nach Neapel beförderte. Das Tal in der Gegend des Dogliuolo war eine weite, sumpfige Gegend, obwohl die Herrscher aus dem Haus Anjou und dem Haus Aragón versucht hatten, das Land trockenzulegen. Daher verfügte der König Ferdinand I. 1485 per königlichem Dekret die Urbarmachung des Gebietes: Er ließ Entwässerungskanäle bauen, wie z. B. den Fosso reale oder den Fosso del Graviolo, die die Malaria in der Stadt ausrotteten.

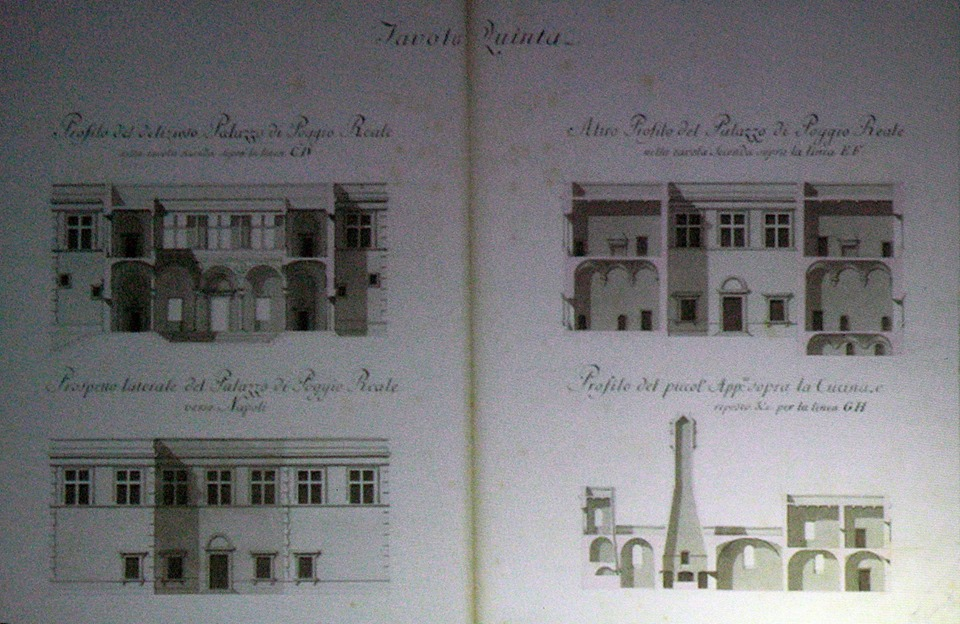
Villa di Poggioreale Anfang des 16. Jahrhunderts (Abschnitt 1)
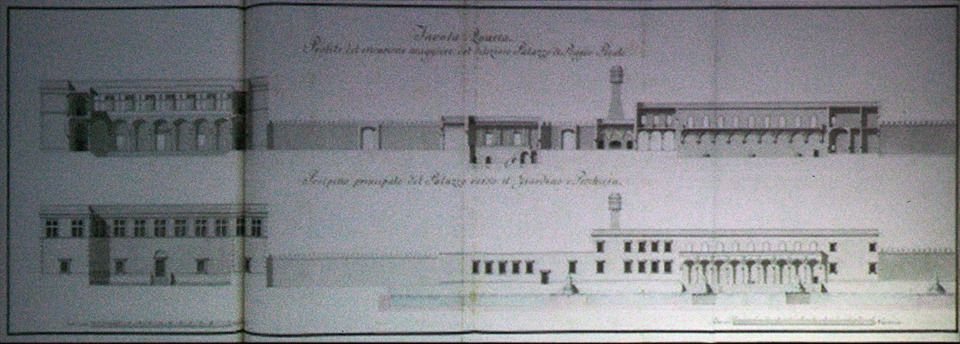
Villa di Poggioreale im 16. Jahrhundert (Abschnitt 2).

Zur selben Zeit lagen im benachbarten Gebiet von Guasto etliche Freizeitvillen des neapolitanischen Adels. Der Herzog von Kalabrien und spätere König Alfons II. entschloss sich, auf dem Gebiet von Poggioreale, wo er ein Landgut am Dogliolo gekauft hatte, eine königliche Residenz „außerhalb der Mauern“ bauen zu lassen, vielleicht in Nachahmung derer, die sein Verbündeter, Lorenzo il Magnifico errichten hatte lassen.
Zum Bau des Gebäudes und seiner Nebengebäude nutzte Herzog Alfons seine Macht, Land zu enteignen, oft ohne Entschädigung, sodass einigen Mühlen, die Gian Battista Brancaccio gehörten, sogar das Wasser entzogen wurde, da die Leitung durch das für den Bau der Villa vorgesehene Gelände führte. Mit dem Bauprojekt wurde der Architekt Giuliano da Maiano aus Florenz betraut, der 1487 mit einem Modell der Villa, das er in Florenz ausgearbeitet hatte, in die Stadt kam. Er ließ mit den Arbeiten beginnen und leitete die Baustelle bis zu seinem Tode 1490; das Gebäude war zu diesem Zeitpunkt bereits im Wesentlichen fertig und teilweise schon in Nutzung. Das Werk wurde später fortgesetzt, vielleicht von Francesco di Giorgio Martini und Schülern von Da Maiano, und wurde zu einem bevorzugten Ort für Empfänge des Hofes. Die Konstruktion des Landhauses war so erfolgreich, sodass das Gebäude auch in Buch III des Traktats über die Architektur des 16. Jahrhunderts von Sebastiano Serlio zitiert wurde.
1494 floh König Alfons vor der französischen Invasion Karls VIII. nach Sizilien und nahm die wertvollsten Einrichtungsgegenstände aus der neapolitanischen Villa mit; bald verfiel die Villa und später gab König Ferdinand II. Teile des Landhauses (einschließlich der Gärten, die dann landwirtschaftlich genutzt wurden) zur Lösung wirtschaftlicher Probleme ab.
Das Gebäude, das inzwischen verfallen war, befand sich im Zentrum der Schlacht von Odet de Foix um die Eroberung der Stadt Neapel. Wegen der Zerstörung des Aquäduktes brach eine Malariaepidemie aus, die die französischen Truppen so dezimierte, das sie sich zurückziehen mussten, und gleichzeitig wurde die Gegend von Poggioreale wieder sumpfig und musste etliche Jahre auf die erneute Urbarmachung warten.
Die Villa wurde auch für bedeutende Treffen genutzt, wie das von Kaiser Karl V. von 1535, wobei wegen der wiederholten Erdbeben 1582 eine Sanierung der Gebäude notwendig wurde.
1604 begann der Wiederaufbau des Komplexes. Der Vizekönig Juan Alonso Pimentel de Herrera entschied sich für die Verschönerung der Zugangsstraße zur königlichen Villa mit Baumreihen und Brunnen. Aber 1656 verfiel der Komplex wegen der Pest erneut zu einer Ruine.
Von da an wurde der kleine Hügel von Poggioreale zu einem Friedhof für Pestopfer der Stadt und die von König Alfons’ II. verfiel und wurde an die Miraballos abgegeben, wie Dokumente aus dem 18. Jahrhundert bezeugen. Eines der Mitglieder dieser Familie sprach 1789 explizit von der Vergänglichkeit des Palastes und seiner Gärten, die auf die landwirtschaftliche Nutzung reduziert worden waren.
1762 wurde in der Nähe des königlichen Anwesens der Cimitero delle 366 Fosse von Ferdinando Fuga angelegt, wogegen zu Beginn des 19. Jahrhunderts der Friedhof Poggioreale von Francesco Maresca, Stefano Gasse, Luigi Malesci und Ciro Cuciniello projektiert wurde; er entstand auf den Ruinen der Villa, was zu deren vollständiger Entfernung führte, sodass der Standort des ehemaligen Landhauses schwierig zu finden ist.

## Beschreibung
Die Villa stellte den Anfangspunkt der fortschreitenden Umstellung auf die Formen der Renaissance in der aragonesischen Hauptstadt da, die Ende des 15. Jahrhunderts begann.
Dank der Darstellung im Traktat von Sebastiano Serliano und dank der positiven Aufnahme des Stils, die das Haus auch zu einem Beispiel für die Architektur des 16. Jahrhunderts machte, können wir uns heute noch eine Vorstellung vom Aussehen der Villa machen.
Das Hauptgebäude ist durch eine sehr originale Anordnung gekennzeichnet, die an die Antike erinnert, aber angepasst auf die modernen Bedürfnisse. Basis war das römische Haus mit Peristyl, in dem die Verteidigungsbedürfnisse einer mittelalterlichen Burg und die einer Freizeitresidenz mit Repräsentationsaufgaben, verbunden mit den Notwendigkeiten eines Hofes am Ende des Jahrhunderts, vereinigten.
Das Ergebnis war ein Gebäude mit relativ bescheidenen Abmessungen, gekennzeichnet durch einen Hauptbaukörper mit rechteckigem Grundriss mit vier hervorspringenden Flügeln an den Ecken, ähnlich wie Ecktürme, aber mit derselben Höhe wie der Rest des Gebäudes. Das Gebäude hatte an der Innenseite Vorhallen um einen quadratischen Innenhof, der mit glasierten Keramikfliesen gepflastert war, um fünf Stufen abgesenkt, der an antike Modelle, wie Theater und Thermalbecken erinnerte. Der Innenhof konnte nach einem Modell von Vitruv mit einem Holzboden abgedeckt werden, um für Feste und Repräsentationsveranstaltungen zu dienen, oder zur Erlangung dramatischer Effekte überflutet werden.
Die Zeichnung von Serlio, der das Gebäude nie gesehen hatte, stimmt nicht vollständig mit dem Bau überein, vor allen Dingen, weil sie vier Vorhallen in der Mitte der Außenfassaden zeigt, die so nie gebaut wurden. Außerdem waren die Fenster in der Villa aus Stein und mit Kreuzstock ausgeführt, wie es auf vielen älteren Abbildungen zu sehen ist; es handelte sich also um Rechteckfenster, ohne Säule und von nordischer Anmutung, wie bei Serlio abgebildet, der unter anderem die Holzeindeckung nicht in Betracht zieht, die den Innenhof in eine große Mittelhalle verwandelte. Schließlich stellte das Gebäude kein perfektes Quadrat dar, sondern ein Rechteck, wie aus der nachfolgenden, spärlichen, ikonografischen Dokumentation hervorgeht.
Das Hauptgebäude hatte einen quadratischen Vorgarten und einen großen, seitlichen Hof mit Gebäude für die Dienerschaft. Der Komplex setzte sich mit einer zweistöckigen Loggia, einem Fischteich und einem Gartenareal fort, ebenfalls seitlich des Hauptgebäudes.
Im Inneren gab es Fresken, geschaffen von den bedeutendsten Künstlern; darunter stachen Pietro und Ippolito del Donzello hervor, die Episoden des Krieges zwischen König Alfons und den Baronen darstellten, der einige Jahre zuvor stattgefunden hatte.
Von besonderer Schönheit waren die italienischen Gärten, geschmückt mit exorbitanten Brunnen. Bemerkenswert waren auch die Skulpturen, ebenfalls antik, die sowohl im Gebäude als auch in den verschiedenen Teilen Gartens verteilt waren. Die Projektierung der Gärten kann vielleicht, zumindest in Teilen, Fra‘ Giocondo und Pacello da Mercogliano zugeschrieben werden. Die beiden folgten Karl VIII. nach Frankreich, um sich, besonders der Zweitgenannte, mit den Gärten der königlichen Residenzen zu beschäftigen.
Der Komplex wurde durch einen großen Park komplettiert, der als Jagdrevier genutzt wurde und bis zum Meer reichte.